# Neće rijeka zrakom teći
Neće rijeka zrakom teći drugi je studijski album hrvatskog rock sastava Silente. Objavljen je 4. svibnja 2015. godine pod okriljem izdavačke kuće Aquarius Records.

## Popis pjesama
Tekstovi: Sanin Karamehmedović, glazba: Tibor Karamehmedović.
| 1.    | »Kako misliš«                          | 4:21 |
| 2.    | »Sinoć su vatre bile jake«             | 3:38 |
| 3.    | »I u mojoj i u tvojoj sobi«            | 3:46 |
| 4.    | »Koliko toliko«                        | 3:45 |
| 5.    | »Rekla si da nikad nisi voljela ovako« | 4:06 |
| 6.    | »Pjesma koja samu sebe mrzi«           | 4:16 |
| 7.    | »Jer te imam da me boliš«              | 4:19 |
| 8.    | »Čudna ili čudesna«                    | 4:15 |
| 9.    | »Neće rijeka zrakom teći«              | 3:09 |
| 10.   | »Neobranjivo«                          | 5:00 |
| 40:35 |                                        |      |

## Vanjske poveznice
- Neće rijeka zrakom teći na mrežnim stranicama Aquarius Recordsa